# Wetherby
Wetherby er en by i byen Leeds, West Yorkshire England. Byen har en befolkning på 22.000 og er kendt for sin væddeløbsselskaber. Byen er beliggende (for det meste på den nordlige) bredden af River Wharfe.
Byen ligger på A1 (M) motorvej ca lige mellem London og Edinburgh. Dette har gjort byen et strategisk standsested og har bevaret sin mange kroer og værtshuse i erhvervslivet.
53°55′39″N 1°23′02″V / 53.9275°N 1.3839°V